# قصبة (عمارة)

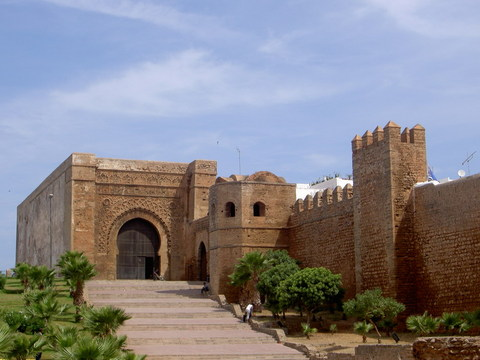
البوابة الكبرى لقصبة الوداية، المغرب

القصبة في العمارة تحتمل معنيين، إما المدينة العتيقة وهذا ما ترمز إليه في المغرب العربي وبلاد الشام، وتكون محاطة بجدران، وإما برج أو طابية واحدة وهذا ما ترمز إليه في اليمن والمحافظات الجنوبية من السعودية.

## القصبات المغاربية
القصبات المغاربية على غرار القصبات الأندلسية هي مبان حصينة كانت تتخذ مقرا للجند للدفاع عن منطقة معينة وتأمينها من الأخطار المحدقة. ومن القصبات المغاربية الباقية حتى هذا العصر قصبة الوداية التي اتخذت مقرا لحامية الرباط عاصمة المغرب وقصبة الجزائر وقصبة باجة.

### أمثلة من المغرب
- قصبة أيت بن حدو
- قصبة الوداية
- قصبة أبي الأعوان
- قصبة تلوات
- قصبة أكادير أوفلا
- قصبة تيفولتوت

### أمثلة من الجزائر وتونس
- قصبة الجزائر
- قصبة دلس
- قصبة قسنطينة
- قصبة جيجل (قصدة)
- قصبة بجاية
- قصبة عنابة
- قصبة وهران
- قصبة هنين (تلمسان)
- قصبة تلمسان
- مدينة تونس العتيقة

## القصبات في الجزيرة العربية

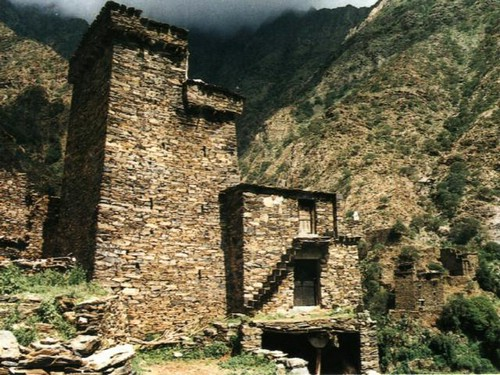
قصبة في منطقة الباحة في السعودية.

توجد القصبات أيضا في بعض مناطق الجزيرة العربية كاليمن والسعودية وتكون عادة محاطة ببرج أو طابية واحدة. وتبنى القصبات في العادة على قمة صخرية أو حافة جرف، وكان دورها حماية الواحة ومراقبة الطرق المؤدية إليها، وحراسة القوافل.

### أمثلة
- قرية ذي عين
- رجال ألمع
- قصبة الزهوان

## صورالصور

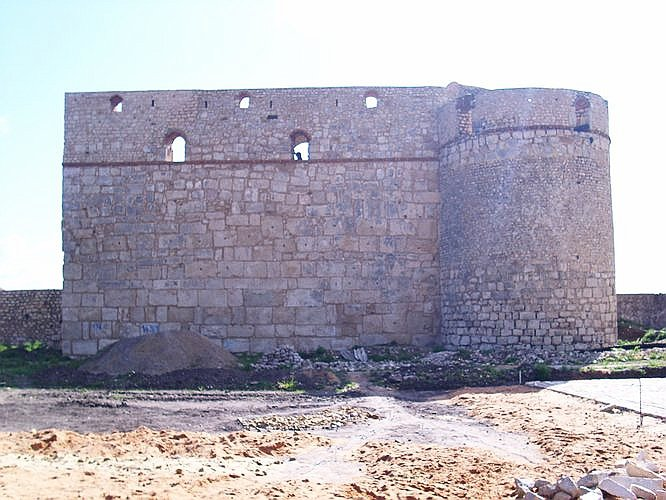
قصبة باجة في تونس
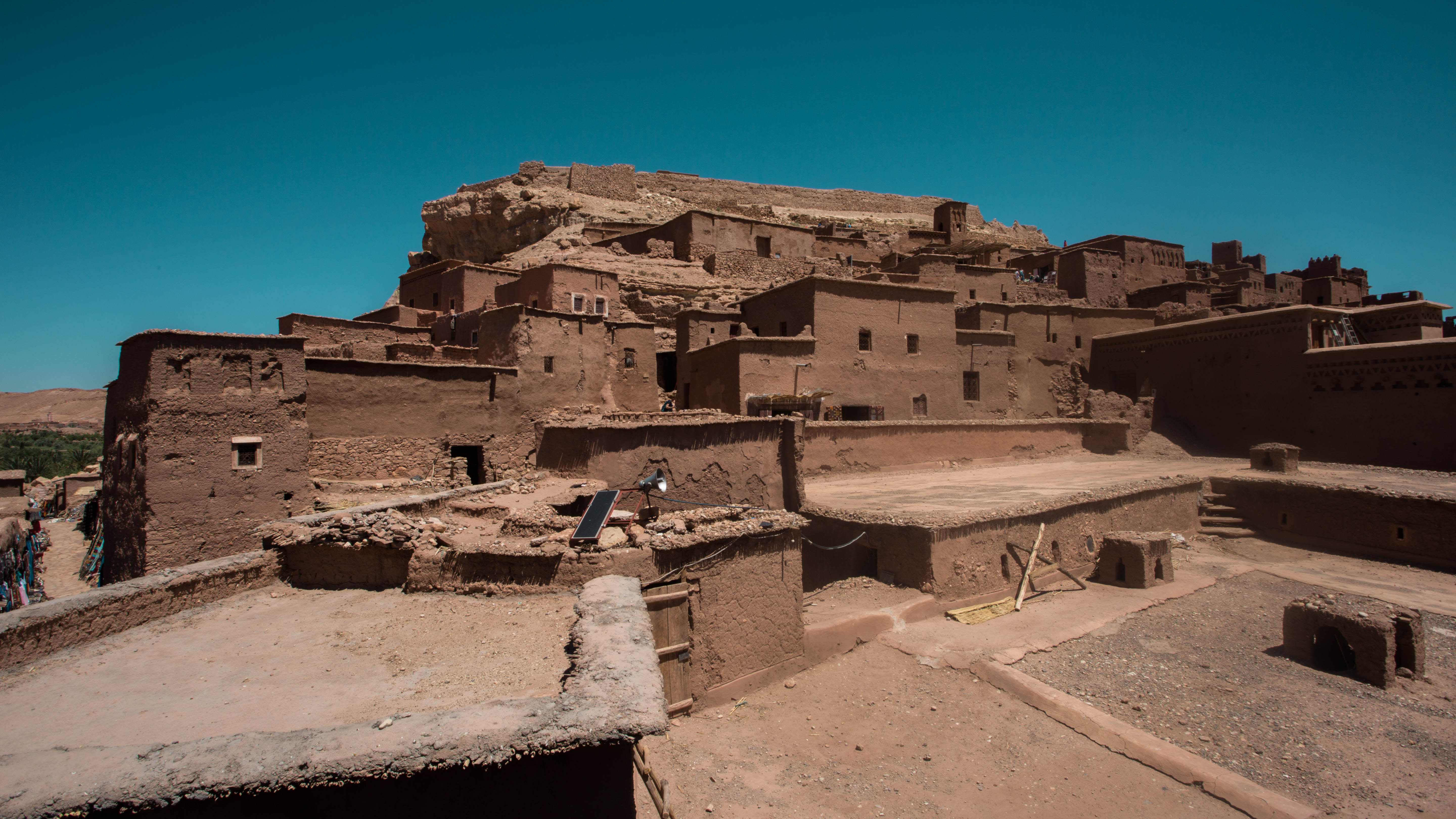
قصبة أيت بن حدو في المغرب وهي من مواقع التراث العالمي لليونيسكو
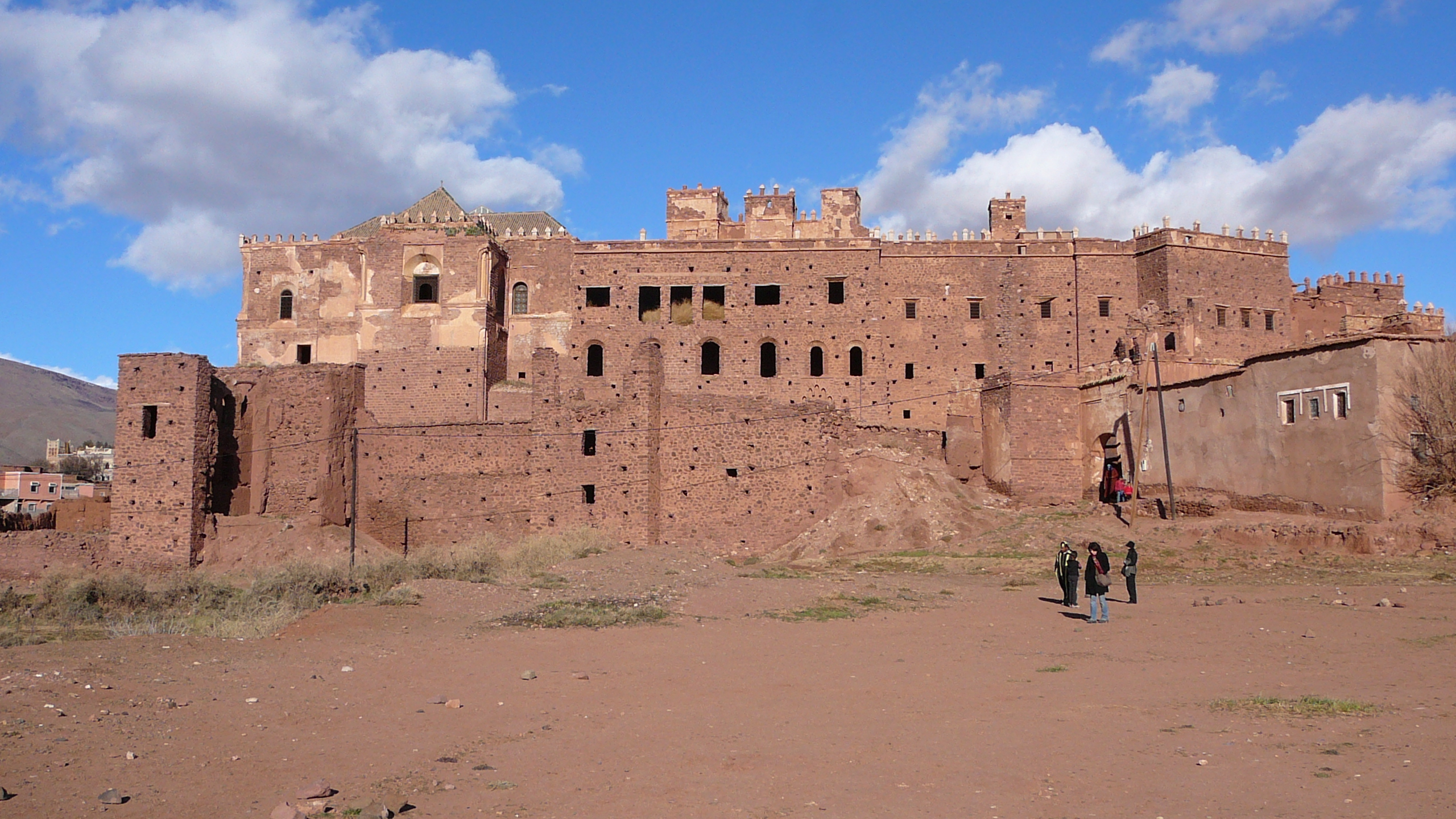
قصبة تلوات نواحي ورزازات

## طالع أيضًا
- قصبة أندلسية